# Qingshan, Baotou
Qingshan är ett stadsdistrikt i Baotous stad på prefekturnivå i den autonoma regionen Inre Mongoliet i norra Kina. Det ligger omkring 150 kilometer väster om regionhuvudstaden Hohhot.